# デレク・ヴァンリント
デレク・ヴァンリント（Derek Vanlint, C.S.C. 1932年11月7日 - 2010年2月23日）は、イギリス生まれのカナダの撮影監督、映画およびテレビコマーシャルの監督である。
彼は1979年のSFホラー映画『エイリアン』の撮影監督を務め、英国撮影監督協会賞劇場映画撮影賞にノミネートされた。

## キャリア
ヴァンリントは主にテレビコマーシャルの撮影監督や監督として活動した。多作な彼はギネス・ブルワリー、ペプシコ、ブリティッシュ・エアウェイズなどの広告や短編映画を手がけた。彼はイングランドのロンドン拠点とするコマーシャル・映画製作会社のリドリー・スコット・アソシエイツの一員であった。
ヴァンリントはスコット監督による1979年のSFホラー映画『エイリアン』では撮影監督を務めた。ヴァンリントはスコットと緊密に協力し、カメラ内照明を活用したり、美術部門と連携してスコットの意図するイメージ実現のために特別にセットや照明を構築するなど、映画のルックとスタイルの構築に貢献した。この映画にはレタリングされた背景に合成されたスケールモデルを用いた視覚効果ショットが数多く含まれている。この映画のでヴァンリントの仕事は高く評価され、英国撮影監督協会賞劇場映画撮影賞にノミネートされた。
ヴァンリントは1981年のファンタジー・アドベンチャー映画『ドラゴンスレイヤー』でも撮影監督を務めた。『エイリアン』と同様にこの映画でも多くのエフェクト・ショットが使用されたが、今回はストップモーションで実現された。ヴァンリントはスコットから『ブレードランナー』の撮影を打診されたが断り、彼の代わりにジョーダン・クローネンウェスが起用された。さらにジェームズ・キャメロンからは『エイリアン』の続編の『エイリアン2』の撮影を依頼したが、ヴァンリントは自身の代わりに第1作でピント合わせとカメラ・オペレーターを務めた弟子のエイドリアン・ビドルを推薦した。ヴァンリントは2010年に亡くなるまでほんとんどカナダでコマーシャルの仕事をしていたが、2000年に一時的に長編映画に復帰し、『X-メン』で特殊効果撮影を担当したほか、デニス・ホッパー主演のスリラー映画『チャイルド・コレクター/溺死体』で監督と撮影監督を務めた。『チャイルド・コレクター/溺死体』は第22回モスクワ国際映画祭に出品された。
ヴァンリントは短い闘病生活の後、2010年2月23日にトロントで亡くなった。彼はキャリアを通してブリティッシュ・エアウェイズ、シボレー、コカ・コーラ、ゼネラルモーターズ、ギネス、ケラノバ、リーバイス、マックスウェル・ハウス、ペプシ、Visaなどの広告を手がけた。

## フィルモグラフィ

### 短編映画
| 年   | タイトル                | クレジット | 監督               | 備考 |
| ---- | ----------------------- | ---------- | ------------------ | --- |
| 1966 | This Time Tomorrow      | 撮影       | フィリップ・ボンド | 短編ドキュメンタリー チャールズ・ブラニガン、ヴィック・フランシス、ドナルド・ロング、エリック・ミラーと共同 |
| 1967 | Morning, Noon and Night | 監督・製作 | N/A                | |
| 1970 | Simon, Simon            | 撮影       | グレアム・スターク | ハーヴェイ・ハリソンと共同                                                                                  |
| 1980 | The Bed                 | 監督・撮影 | N/A                | |

### 長編映画
| 年   | タイトル                                           | クレジット | 監督               | 備考 |
| ---- | -------------------------------------------------- | ---------- | ------------------ | ---- |
| 1979 | エイリアン Alien                                   | 撮影       | リドリー・スコット |      |
| 1981 | ドラゴンスレイヤー Dragonslayer                    | 撮影       | マシュー・ロビンス |      |
| 2000 | チャイルド・コレクター/溺死体 The Spreading Ground | 監督・撮影 | N/A                |      |